# 홍정헌
홍정헌(1993년 7월 2일 ~)은 대한민국의 탤런트, 연극배우다.

## 공연
- 구름 (2017) - 직원1 역, 코러스
- 베니스의 상인 (2018) - 공작 역

## 방송
- 한국사기 (2017) - 비류 역